# متلازمة وايت ساتون
متلازمة وايت ساتون (WHSUS) اضطراب نادر في النمو العصبي يؤثر على أنظمة مختلفة في جسم الإنسان، يتميز بشكل أساسي بالتسبب بالتأخر في النمو والإعاقة الذهنية وتشوهات الوجه والجمجمة والسمات الشائعة لاضطراب طيف التوحد (ASD).

## الأعراض
قد يعاني المرضى المصابون بمتلازمة وايت ساتون من الأعراض التالية:
- تأخر النمو، حيث يتأخر المريض في الكلام واللغة عادة أكثر من المهارات الحركية مثل المشي.
- الإعاقة الذهنية التي يمكن أن تتراوح من الإعاقة الحدية الطبيعية إلى الإعاقة الشديدة.
- تشمل السمات القحفية الوجهية صغر الرأس، وقصر الرأس، وفرط تباعد العينين، ونقص تنسج منتصف الوجه (مظهر مسطح أو غائر في منتصف الوجه)
- الأمراض العصبية والنفسية: فرط النشاط وصعوبة النوم
- سمات اضطراب طيف التوحد والسلوك الودي المفرط.
- فقدان السمع الحسي العصبي وعيوب الرؤية (خاصة مد البصر والحول)
- مشاكل الجهاز الهضمي (مثل سوء التغذية، الارتجاع المعدي المريئي، الإمساك)[3]
- السمنة وقصر القامة
- فتق الحجاب الحاجز

## الوراثة
يحدث بسبب طفرة غير متجانسة في جين POGZ الموجود على الكروموسوم 1q21. وتنتقل هذه الحالة وراثيًا بنمط جسمي.

## الانتشار
تعتبر هذه الحالة نادرة جدا حيث شُخصت 50 حالة فقط بالمتلازمة منذ عام 2019.

## خلفية تاريخية
سُميت متلازمة وايت ساتون بهذا الاسم تيمنا بالأطباء د.جانسون وايت (بالإنجليزية: Janson White)‏، ود. ف. ريد ساتون (بالإنجليزية: V. Reid Sutton)‏، في دوره كباحث سريري في مركز بايلور جونز هوبكنز لعلم الجينوم المندلي، عمل ساتون مع طالب الدراسات العليا جانسون وايت على وصف طيف القضايا التنموية والصحية لدى الأفراد الذين لديهم متغيرات في جين POGZ، والتي عُرفت تفاصيلها لأول مرة في ورقة وايت، "الأليلات المبتورة لجين POGZ تسبب إعاقة ذهنية متلازمية" وذلك في يناير 2016.
في يونيو 2016، صنفت دراسة الوراثة المندلية عبر الإنترنت في الإنسان (OMIM) هذه الحالة باسم "متلازمة وايت-ساتون".